# 大口錫伯鯰
大口錫伯鯰，為輻鰭魚綱鯰形目北非鯰科的其中一種，分布於非洲剛果河中游及三比西河上游流域，體長可達25公分，棲息在岩石底質、水流快速的溪流，屬肉食性，以水生昆蟲為食。

## 擴展閱讀
維基物種上的相關：大口錫伯鯰